# A Whiter Shade of Pale
A Whiter Shade of Pale (zwyczajowe polskie tłumaczenie: Bielszy odcień bieli) – debiutancki utwór brytyjskiej grupy rockowej Procol Harum, który stał się międzynarodowym przebojem. Singiel z tą rockową balladą osiągnął szczyty list przebojów w kilkunastu krajach i stał się wizytówką zespołu. Nagrano ponadto więcej niż 900 coverów.

## Muzyka
Utwór został nagrany w wersji monofonicznej czterośladowo (maj 1967, Olympic Studios w Barnes w Londynie). Skład formacji:
- Gary Brooker – śpiew, fortepian
- Matthew Fisher – organy Hammonda
- David Knights – gitara basowa
- Ray Royer – gitara elektryczna
- Bill Eyden (muzyk sesyjny) – perkusja

Utwór nagrano w studiu „na żywo”, bez montażu – w 3 podejściach. Kilka dni później nagrano utwór ponownie, z nowo pozyskanym perkusistą Bobbym Harrisonem. Wersja została jednak uznana za gorszą i do rozpowszechniania weszła wersja pierwotna.
Główny motyw muzyczny utworu grany na organach Hammonda jest zainspirowany przez Arię na strunie G z III Suity Orkiestrowej D-dur (BWV 1068) Johanna Sebastiana Bacha – nie jest jednak dosłownym cytatem muzycznym. Słychać również odniesienie muzyczne do kantaty Wachet auf, ruft uns die Stimme (BWV 140) tego samego kompozytora.

## Tekst
Utwór cechuje się psychodelicznym tekstem Keith Reida. Według autora tytuł wpadł mu do głowy na imprezie. Sam tekst powstał jako luźny ciąg skojarzeń (strumień świadomości). W oryginale kompozycja miała 4 zwrotki, lecz na singlu znalazły się tylko dwie. Trzecia i (rzadziej) czwarta jest wykonywana wyłącznie na koncertach Procol Harum na żywo. Zwrot A whiter shade of pale od tego czasu stał się w angielszczyźnie popularnym stałym związkiem frazeologicznym i jest często parafrazowany do formy X er shade of Y (jakiś odcień czegoś). Polskie niezbyt dosłowne tłumaczenie tytułu (Bielszy odcień bieli) również doczekało się parafraz – m.in. w tytule audycji radiowej Programu III Polskiego Radia (oraz płyty) Bielszy odcień bluesa.

## Wydanie singla
Na rynek mała płyta trafiła 12 maja 1967. W czerwcu wszedł na 1. miejsce brytyjskiej listy przebojów pozostając tam 6 tygodni. Kompozycja dotarła również do pierwszego miejsca w innych krajach europejskich. W USA utwór dotarł do 5. miejsca listy przebojów, sprzedając się w ponad milionie kopii.

## Proces o prawa autorskie
W roku 2005 były organista Procol Harum, Matthew Fisher wytoczył proces przeciwko Brookerowi i producentowi twierdząc, że był współautorem muzyki utworu (zmienił niektóre akordy i dołączył drugi motyw muzyczny w kontrapunkcie).
Fisher wygrał proces w grudniu 2006. Przyznano mu 40% tantiem – lecz nie od dnia skomponowania utworu, a tylko od 2005 roku.
Gary Brooker i producent (Onward Music) odwołali się od wyroku sądu do wyższej instancji (Court of Appeal of England and Wales) w 2007. W kwietniu 2008 zapadł wyrok podtrzymujący współprawa autorskie Fishera, lecz odmawiający mu tantiem – ponieważ roszczenie zostało zgłoszone 38 lat po skomponowaniu. Pełne prawa autorskie otrzymał ponownie Brooker.
W listopadzie 2008 Matthew Fisher uzyskał możliwość odwołania się od tego wyroku do Izby Lordów. Apelacja została przedstawiona w kwietniu 2009. Wyrok zapadł 30 lipca 2009 – przywrócono orzeczenie 1 instancji. Lordowie stwierdzili, że w brytyjskim prawie nie ma limitów czasowych ograniczających możliwość zgłoszenia roszczeń do praw autorskich. Prawa do części przyszłych tantiem przyznano zatem ponownie Fisherowi.

## Popularność
Powstało ponad 900 coverów utworu. Kompozycja znalazła się także na ścieżce dźwiękowej kilku filmów, m.in.:
- Wielki chłód
- Purple Haze
- Przełamując fale
- Nowojorskie opowieści
- The Boat That Rocked
- Niepamięć[13]

Wraz z „Bohemian Rhapsody” brytyjskiego zespołu Queen, utwór znalazł się na 1. miejscu listy najlepszych brytyjskich singli 1952-1977 (Brit Awards). Magazyn Rolling Stone umieścił go w 2004 na miejscu 57 listy 500 utworów wszech czasów.

## Listy przebojów
| Kraj              | Lista (1967)         | Pozycja |
| ----------------- | -------------------- | ------- |
| Niemcy            | Media Control Charts | 1       |
| Holandia          | Single Top 100       | 1       |
| Francja           | SNEP                 | 1       |
| Australia         | ARIA Charts          | 1       |
| Irlandia          | Irish Singles Chart  | 1       |
| Południowa Afryka | Springbok Radio      | 1       |
| Wielka Brytania   | UK Singles Chart     | 1       |
| Stany Zjednoczone | Billboard Hot 100    | 5       |

## Wersja Annie Lennox
Annie Lennox nagrała własną wersję utworu na swój drugi solowy album, Medusa, wydany w 1995 roku. Singel dotarł do miejsca 16. na liście UK Singles Chart w Wielkiej Brytanii i uplasował się także w pierwszej dwudziestce list sprzedaży we Francji i Belgii. Utwór został wykorzystany w filmie System z Sandrą Bullock.